# チュムポーンFC
チュムポーンFC（タイ語: สโมสรฟุตบอลจังหวัดชุมพร, 英語: Chumphon Football Club）は、タイ王国のチュムポーン県をホームタウンとするサッカークラブ。

## 歴史
2010年にリージョナルリーグ・ディヴィジョン2（3部）の南部リーグに加入。2013年は南部リーグで準優勝したが、チャンピオンシップの予備予選プレーオフで北部リーグ3位のスコータイFCに0-1で敗れた。

## タイトル

### 国内タイトル
- リージョナルリーグ・ディヴィジョン2 南部
  - 準優勝 (1) :  2013

## 過去の成績
- 2010 リージョナルリーグ・ディヴィジョン2 南部 : 13位
- 2011 リージョナルリーグ・ディヴィジョン2 南部 : 9位
- 2012 リージョナルリーグ・ディヴィジョン2 南部 : 6位
- 2013 リージョナルリーグ・ディヴィジョン2 南部 : 2位
  - 2013 リージョナルリーグ・ディヴィジョン2 チャンピオンシップ : プレーオフ敗退